# Hank Irvine
Henry Douglas Irvine, detto Hank (Bulawayo, 1º settembre 1943), è un ex tennista rhodesiano.

## Carriera
Nei tornei del Grande Slam ha ottenuto il suo miglior risultato raggiungendo le semifinali di doppio misto a Wimbledon nel 1970, in coppia con l'australiana Helen Gourlay.
In Coppa Davis ha giocato un totale di tre partite, perdendo tutti e tre gli incontri.